# Cnemolia janssensi
Cnemolia janssensi är en skalbaggsart som beskrevs av Stefan von Breuning 1954. Cnemolia janssensi ingår i släktet Cnemolia och familjen långhorningar. Inga underarter finns listade i Catalogue of Life.